# Fortaleza de Jertvisi
Khertvisi o (en georgiano: ხერთვისის ციხე) es una de las más antiguas fortalezas actualmente en ruinas en Georgia que funcionó durante todo el período feudal georgiano. Está situado en el sur de Georgia, en la región histórica de Meskheti, actualmente en la región de Samtsje-Yavajeti. La primera fortaleza fue construida en el siglo II a. C. La iglesia fue construida en el año 985, y las paredes presentes datan del año 1354. Según dice la leyenda, Khertvisi fue destruida por Alejandro Magno. En los siglos X y XI fue el centro de la región de Meskheti.